# Попов, Кирилл Михайлович
Кирилл (Карапет, Кероп) Михайлович Попов (1854 или 1855 — ?) — русский государственный и общественный деятель, предприниматель, почётный гражданин Ростова.

## Биография
Кирилл Попов родился в Нахичевани-на-Дону в 1854 или 1855 году в семье купца (по другим данным — священника). Получил домашнее воспитание, окончил городское училище. Его братья Манук и Гавриил также были видными в городе общественными деятелями.
В юности работал в различных магазинах города. С 18 лет стал помогать отцу в его деле, а затем в 1884 году открыл собственное: занимался торговлей хлебом, овцеводством, сельским хозяйством. Благодаря успешной торговой деятельности стал одним из богатейших людей города. Был крупным землевладельцем, в его собственности было несколько сот десятин земли в Ростовском округе. Владел салотопным заводом за чертой города, на котором работали 20 человек и доход от которого оставлял около 2 тыс. рублей в год. Также ему принадлежало несколько домов в Нахичевани и два каменных амбара с постройками.
Предпринимательскую деятельность сочетал с активной общественной работой.
С 1893 по 1917 год был бессменным гласным Городской думы.
В 1895 году был избран членом Ростовского-на-Дону Окружного Податного присутствия для раскладки дополнительного сбора с гильдейских предприятий. В том же году вошёл в состав Нахичеванского армянского благотворительного общества, а также в состав «Армянского сиротского суда», который опекал сирот и больных детей.
В 1897 году был избран на трёхлетний срок членом комиссии по раскладке государственного налога с недвижимого имущества Нахичевани-на-Дону. В том же году вошёл в состав Нахичеванской торговой депутации и строительной комиссии.
В 1898 году был членом Оценочной комиссии, в 1899 году — член Ревизионной комиссии для проверки отчёта Нахичеванского-на-Дону Городского общественного банка.
В 1897—1901 годах на общественных началах был членом Городской управы.
В 1901—1905 годах был исполняющим обязанности городского головы. При нём была построена городская электрическая станция, провели ряд мер по приведению в порядок городского земельного хозяйства, для чего в Нахичевань специально были приглашены агрономы и специалисты по сельскому хозяйству.
В 1904 году был председатель городской больничной комиссии, имел право участвовать в заседаниях Городской управы, мог голосовать при рассмотрении вопросов медицины. В 1905—1909 годах был городским головой Нахичевани-на-Дону и параллельно — с 1903 по 1907 год — торговый депутат по Нахичевани. По окончании срока полномочий отказался баллотироваться на должность городского головы на второй срок, хотя пользовался поддержкой городской общественности.
В 1910 году построил на собственные средства «Детский павильон» при городской больнице на 60 кроватей. В 1913 году также за свой счёт построил «Дом трудолюбия» имени Анны Сергеевны Поповой (супруга) на площади Толстого. В этом здании находилось правление благотворительной организации «Попечительство о бедных армянах». Совокупно потратил 50 тыс. рублей на эти благотворительные проекты.
В 1913 году, по многочисленным просьбам общественности города, он выдвинул свою кандидатуру на должность городского головы и подавляющим большинством голосов был избран на эту должность. В эту каденцию он продолжил работать на благо города: организовал постройку городской канализации, замощение городских окраин, строительство новых трамвайных путей.